# Magyarországi egyházi irodalom
A magyarországi egyházi irodalom az európai egyházi irodalom nagy múltra visszatekintő jelentős ága.

## Meghatározása
Egyházi irodalom alatt elsősorban a keresztény egyházak papjai, lelkészei, szerzetesei által művelt irodalmat értik. Ez lehet:
- a szorosabb értelemben vett egyházirodalmi műfajok (bibliamagyarázatok, elmélkedések, imádságok, prédikációk, egyháztörténeti és egyházjogi kézikönyvek, rendszeres teológiák stb.) irodalma
- és lehet tágabb értelemben más, tudományos (általános történeti, nyelvészeti, művészettörténeti, filozófiai, pedagógiai, természettudományi stb. monográfiák, szintézisek) és szépirodalmi műfajok (regények, verseskönyvek stb.) egyházi személyek által írt alkotásainak összessége.

A művek nyelve a magyar mellett a korai időszakban nemritkán latin volt, így akár lehetne beszélni magyarországi latin egyházi irodalomról. (Emellett egyes magyarországi tudósok németül és szlovákul is kiadtak egyházi műveket, gyakran egy személy többféle nyelven.)

## Bibliográfia
| A magyar nyelvű egyházi irodalom jelentős alkotásait a 19. század második feléig a következő kiadvány sorolja fel: - Márki József: Szak- és betürendes kalauz az összes magyar irodalom története- s könyvészetében, Budapest, 1878 → elektronikus elérhetőség: Archive.org - A 19. század vége óta megjelent egyházi irodalmi alkotások nincsenek összegyűjtve. |